# Reagan Pasternak
Pour les articles homonymes, voir Pasternak.
Reagan Pasternak est une actrice née le 8 mars 1977 à Toronto au Canada. 

## Filmographie

### Cinéma
- 1999 : Les Amants éternels (Forever Mine) de Paul Schrader : Miami Tan Attendant
- 2004 : Bienvenue à Mooseport (Welcome to Mooseport) de Donald Petrie : Mandy
- 2004 : Zeyda and the Hitman (en) de Melanie Mayron : Natalie Klein
- 2005 : Cake de Nisha Ganatra : Sydney
- 2007 : Agent double (Breach) de Billy Ray : la jolie reporter
- 2007 : Dead Mary (en) de Robert Wilson : Amber
- 2007 : Jeunes Mariés (Just Buried) de Chaz Thorne : Luanne
- 2008 : Inconceivable (en) de Mary McGuckian : Fay Green
- 2013 : Three Night Stand de Pat Kiely : Stacey
- 2014 : Corner Gas: The Movie (en) de David Storey : Sasha
- 2015 : Une Jeune mère en détresse (Don't Wake Mommy) de Chris Sivertson : Donna

### Télévision

#### Série télévisée
- 1998 : Psi Factor, chroniques du paranormal (Psi Factor: Chronicles of the Paranormal) : Kristie Parkman
- 1998 : Un tandem de choc (Due South) : La serveuse
- 1999 : Invasion planète Terre (Earth: Final Conflict) : Belle Hartley
- 1999 : Destins croisés (Twice in a Lifetime) : Ramona
- 2000-2001 : Unité 156 (In a Heartbeat) : Val Lanier
- 2001 : Sourire d'enfer (Braceface) : (voix)
- 2001 : Mutant X : Toni Quintana
- 2001 : Our Hero (en) : Grace Penrose
- 2002 : Aventure et Associés (Adventure Inc.) : Evelyn
- 2001 et 2004 : Blue Murder : Amelia Cook / Marissa Willingham
- 2004 : 6teen : (voix)
- 2003-2004 : Doc : Twyla
- 2006 : Les Experts (CSI: Crime Scene Investigation) : Jill Shoemaker
- 2009 : La Petite Mosquée dans la prairie (Little Mosque on the Prairie) : Jill
- 2010 : Célibataire cherche (The Dating Guy) : Candiru Fish #1
- 2009-2011 : Les Vies rêvées d'Erica Strange (Being Erica) : Julianne Giacomelli
- 2013 : Heartland : Eden
- 2015 : Le Monde de Riley (Girl Meets World) : Judy Morgenstern
- 2015 : Masters of Sex : Patricia
- 2025 : Tracker : Susanna Adams (saison 2, épisode 18)

#### Téléfilm
- 1999 : Milgaard de Stephen Williams : Maureen Milgaard
- 1999 : Mythic Warriors: Guardians of the Legend (en) : Europa
- 2000 : Mission secrète sur internet (Mail to the Chief) de Eric Champnella : La jeune mère
- 2000 : Jailbait de Allan Moyle : Amber
- 2001 : Boss of Bosses (en) de Dwight H. Little : NYU Student
- 2002 : Les Mystères de Joanne Kilbourn  (Verdict in Blood) de Stephen Williams : Lucy Blackwell
- 2002 : Escape from the Newsroom de Ken Finkleman : Amanda, l'assistante de George
- 2002 : The Brady Bunch in the White House (en) de Neal Israel : Veronica Dotwebb
- 2002 : Le Visiteur de Noël (A Christmas visitor) de Christopher Leitch : Jean Boyajian
- 2003 : Hemingway vs. Callaghan de Michael DeCarlo : Zelda Fitzgerald
- 2003 : Beautiful Girl (en) de Douglas Barr : Libby Leslie
- 2003 : The Pool at Maddy Breaker's de Gerry Cohen : Marilyn Burke
- 2005 : Un mariage presque parfait (Confessions of an American Bride) de Douglas Barr : Anne
- 2006 : La Course au mariage (A Christmas Wedding) de Michael Zinberg : Jill
- 2007 : Projet Oxygène (en) (Savage Planet) de Andrew Wild : Allison Carlson
- 2008 : The Border : Penny Sutter
- 2008 : Ma famille en cadeau (Will You Merry Me) de Nisha Ganatra : Kristy Easterbrook
- 2009 : Avant de dire oui ! (Before You Say 'I Do) de Paul Fox : Patty
- 2012 : Great Scot Beer de Kelly Makin : Sarah Boyle